# Wailande
Wailande, av engelskans wailing, sångteknik som används i bland annat jazz, blues, och gospel. Ett exempel inom popmusik är Holly Sherwoods wail i slutet av låten "Faster Than the Speed of Night", av Bonnie Tyler.